# 寒さの海
寒さの海（さむさのうみ、ラテン語: Mare Frigoris）または氷の海は、月の雨の海の北に位置する月の海の一つであり、月の表側にある。
寒さの海の東側は前期インブリウム代に、西側は後期インブリウム代に作られた盆地であり、エラトステネス代の地層が寒さの海の表面を覆っている。氷の海の周囲はネクタリス代の地層に囲まれている。寒さの海はプロセラルム盆地の外輪の一部であり、晴れの海の北西から北にかけて広がっている。
寒さの海の南にある円形の黒っぽい地形はプラトンである。